# 須貝駿貴
須貝 駿貴（すがい しゅんき、1991年5月12日 -  ）は、日本のYouTuber、ライター。学位は博士（学術）（東京大学・2021年）。ウェブメディア「QuizKnock」およびワタナベエンターテインメント（オフコース）に所属している。愛称はナイスガイ（の須貝）。特技は知らん言語のキーボード。

## 人物
伊沢拓司が第30回全国高等学校クイズ選手権で優勝した際のメンバー・田村正資と友人関係であり、彼に「明らかにYouTuberに向いてるから」という理由で参加を勧められたことから、2017年11月からQuizKnockに参加した。なお、QuizKnockとして活動するまでは、競技クイズの経験がなかった。高校までは硬式野球部に所属して活動に打ち込んでおり、大学でも草野球サークルで活動していた。
大学院で物理学（超伝導）を専攻していたことを活かし、ライターとして科学についての記事の執筆、QuizKnockLabを立案して実験動画を公開しており、書籍化されている。また、国立科学博物館のサイエンスコミュニケーターに認定されている。
東京大学教養学部卒業の際に「一高記念賞」を受賞しており、2018年には日本物理学会で「学生優秀発表賞」を受賞している。

## 出演

### テレビ番組
- クイズプレゼンバラエティー Qさま!!（テレビ朝日、2019年11月18日[16]、2020年3月9日[17]、2021年12月6日[18]、2024年3月4日[19]）
- 麻雀最強戦2020 著名人超頭脳決戦（AbemaTV、2020年10月4日）[20]
- 東大王（TBS、2020年11月11日[21]、2023年1月25日[22]）
- ネプリーグ（フジテレビ、2021年11月22日[23]、2022年11月7日[24]）
- 全方位調査型娯楽番組 らんきんぐバカ（読売テレビ、2022年3月12日）[25]
- 超懐古心理遊戯 チャイルドプレイ（読売テレビ、2023年10月13日 - 11月17日）[26][27]
- Q-1 ～U-18が未来を変える 研究発表 SHOW～（朝日放送テレビ（ABCテレビ）、2024年9月29日）- 探求アオハル編MC[28]

### イベント
- アプリ甲子園2019（スパイラルホール、2019年10月27日） - 総合司会として出演[29][30]
- アプリ甲子園2020（2020年11月1日） - 総合司会として出演[31][32]
- サイエンスアゴラ2020（2020年11月22日） - 企画の一つにファシリテータとして出演[33]
- サイエンスアゴラ2021（2021年11月3日 - 7日） - オンデマンド配信企画に出演[34]
- サイエンスアゴラ2023（テレコムセンター、2023年11月19日）[35]
- エコプロ2023（東京ビッグサイト、2023年12月8日）[36]

## 主な研究業績
出版論文
- Sugai, Shunki; Kurosawa, Noriyuki; Kato, Yusuke (2021年8月30日). “Driving force on flowing quantum vortices in type-II superconductors with finite Ginzburg-Landau parameter”. Physical Review B. 104 (6): 064516. doi:10.1103/PhysRevB.104.064516.

学会発表の要旨
- 須貝駿貴、黒澤範行、加藤雄介「TDGL方程式による単一磁束フローの境界値問題」『日本物理学会講演概要集』第73巻第2号、日本物理学会、2018年9月、1114頁。doi:10.11316/jpsgaiyo.73.2.0_1114。NAID 130007734720。 - 日本物理学会「学生優秀発表賞」受賞
- 『周波数可変なマイクロ波表面インピーダンス測定装置の開発』 - 卒業研究レポート（研究室保管）、一高記念賞受賞

学位論文（課程博士）
- 『第二種超伝導体の孤立量子渦のフラックスフローの理論』（レポート）、東京大学、2021年3月19日。doi:10.15083/0002006616。NAID 500001556530。

## 著書
- 『東大流！ 本気の自由研究で新発見 QuizKnock Lab』KADOKAWA、2019年7月18日。ISBN 9784040658902。
- 『東大流の自由研究で、科学がわかる！好きになる！ QuizKnock Lab』KADOKAWA、2024年8月2日。ISBN 978-4-04-683966-4。 - 上記書籍の加筆修正・新装版